# Consejo Privado de Barbados
El Consejo Privado de Barbados era un organismo que asesoraba al monarca. Como parte de los Consejos de la Reina fueron considerados los primeros a los que la ley ha asignado a la Reina.

## Historia
Con el fin de ayudar a la Reina en el desempeño de sus funciones, la ley le había asignado una diversidad de consejos para asesorar: el Tribunal Superior del Parlamento, los Pares del Reino y un consejo perteneciente a la Reina han sido sus jueces de los tribunales de justicia, para asuntos legales.
Pero el consejo principal que pertenecía a la reina era su Consejo Privado, término que aparece después del reinado de Enrique VI, que sir Edward Coke describió como asamblea noble, honorable y reverenda de la monarquía, y según sus voluntades. consejo privado, en su corte o palacio. El testamento de la reina es ser el único integrante de un consejero privado; su número lo limitaba a los principales funcionarios de los consejeros estatales (virtute officii); y señores y plebeyos elegidos por Su Majestad.
Los Consejeros Privados fueron hechos por la mera nominación de la Reina, sin patente ni concesión: y, al tomar los juramentos necesarios, se convierten inmediatamente en Consejeros Privados (tomando el título de "Muy Honorable") durante la vida del soberano que los elija, pero sujeto a la eliminación a su discreción.
En cuanto a las calificaciones de los miembros para formar parte de esta junta; cualquier súbdito natural de Inglaterra, o extranjero naturalizado por ley del parlamento, podía ser miembro del consejo privado al prestar los juramentos correspondientes. Con el fin de evitar que cualquier persona bajo vínculos extranjeros, se insinúe en este importante fideicomiso, el "Acta de liquidación", se promulgó para que ninguna persona nacida fuera de los dominios de la corona de Inglaterra, a menos que haya nacido de padres ingleses, aunque esté naturalizado por el parlamento, debe ser capaz de ser del consejo privado. El deber de un consejero privado surgió del juramento del cargo, que consta de siete artículos:
1. Aconsejar a la Reina según lo mejor de su astucia y discreción.
2. Aconsejar por el honor de la Reina y el bien del público, sin parcialidad a través del afecto, el amor, el amor, la duda o el pavor.
3. Para mantener en secreto el consejo de la reina.
4. Para evitar la corrupción,
5. Ayudar y fortalecer la ejecución de lo que allí se resuelva.
6. Para resistir a todas las personas que intenten lo contrario.
7. Observar, guardar y hacer todo lo que un buen y verdadero consejero debe hacer con su soberana dama.

La disolución del consejo privado dependía del placer de la reina. Hay un consejo privado para Gran Bretaña que tenía los mismos poderes y autoridades que el consejo privado de Inglaterra. También hay un consejo privado para otros dominios en el reino (es decir, Irlanda).
Todas las funciones del consejo privado eran, excepto cuando el soberano estaba realmente presente, desempeñadas por "Comités" de sus miembros. De éstos, los principales son los conocidos con el nombre de "gabinete" y "comité judicial" .
El consejo de "gabinete" integrado por los selectos asesores confidenciales del soberano, en todos los asuntos de política interna o externa; compuesto por quince de los principales funcionarios del Estado, a cuyo frente está el primer ministro de la corona, quien selecciona al resto, y quienes, juntos, discuten y determinan confidencialmente los planes del gobierno; pero que son desconocidos para la ley por algún carácter distinto, o designación especial. Excluida de todos los asuntos del Estado, la responsabilidad del gabinete (una cuestión muy delicada) no tiene responsabilidad legal.
El Comité Judicial del consejo privado, es un tribunal permanente, investido de gran autoridad (establecido en 1833) ejerce toda la jurisdicción de apelación de La Reina en Consejo; además de lo cual, Su Majestad podrá "referirse a él, para oír o considerar, cualquier asunto que Su Majestad estime oportuno, y asesorar a Su Majestad al respecto". El rango de su jurisdicción de apelación es muy extenso; comprendiendo todos los asuntos civiles, eclesiásticos y marítimos, tanto en el país como en el extranjero, como hasta entonces había sido ejercido por la reina en consejo. Las alegaciones y las pruebas se hacen ante el comité, integrado por los abogados más eminentes, principalmente judiciales, del reino; quien luego informa a la reina en consejo, por quien finalmente se dicta sentencia. Debe haber al menos tres miembros presentes, sin contar el Lord Presidente.
También hay un "Comité del Consejo de Educación" y otro "para la consideración de asuntos relacionados con el Comercio y los Dominios Extranjeros" comúnmente llamado "La Junta de Comercio", cada uno de los cuales tiene grandes poderes y responsabilidades.
Lo que hace el consejo privado, cuando la reina está presente personalmente, se dice que son "actos de la reina, en consejo".

## Gobernanza temprana de Barbados
La primera legislatura compuesta por un gobernador (que en ocasiones también fue gobernador en jefe de otras islas coloniales de las Indias Occidentales Británicas, incluidas las islas de Barlovento) tiene un Consejo Ejecutivo compuesto por el gobernador, el general de división, el secretario colonial, el fiscal general, un Consejo Legislativo en el que el oficial superior al mando de las tropas, el secretario colonial y el fiscal general se sientan ex officio, y una Cámara de la Asamblea de veinticuatro miembros, elegidos anualmente por sufragio. El primer gobernador de Barbados fue Henry Powell desde el 17 de febrero de 1627.
El primer Consejo se formó en 1657 bajo el rey Carlos II y fue dirigido por su gobernador y el primer jefe del Consejo Privado fue sir Peter Colleton (1673-1674, en funciones). El primer miembro del Consejo de Barbados de Su Majestad en 1657 fue William Sharpe.
En 1965 se registró que "Habrá un Consejo Privado para Barbados que estará integrado por las personas que el Gobernador General, después de consultar con el Primer Ministro, pueda nombrar por instrumento bajo el Sello Público".